# Matija Čep
Matija Čep (tudi Chep ali Choep), filolog, deloval 1750 ~ 1800.

## Življenje in delo
Bil je Pohlinov znanec in najbrž tudi slovenskega rodu. Okoli 1768 je bil učitelj jezikov na Dunaju. Slučajno je dobil v roke Pohlinovo Kranjsko gramatiko ter napisal o njej v Wiener Diariumu (5. december 1768) oceno. Razen kranjske, nemške, francoske in drugih slovnic je poznal tudi češko. Ljudska govorica Kranjcev, s katerimi se pa nikjer ne istoveti, mu je »nepravilna in pomešana«, »zakopana v temo pobrkane in skoraj nemogoče besedne skladnje«. V Pohlinovi gramatiki za takratni pogovorni jezik pravi, da je to jezik (o pravopisnih Pohlinovih novotarijah ne govori), ki ga moreš govoriti sicer za enkrat »samo z nekaterimi učenjaki, vendar pa je gramatika v glavnem »izvrstna in pravilna«, primerna, da preobrazi tudi jezik preprostega moža. Kritizira le malenkosti (istovetenje »kranjščine« z »ilirščino«, nemški slog, sprejem poglavij o metriki in prozodiji), obenem pa priporoča Pohlinu razlago slovenske slovnice razen v nemščini tudi v slovenskem jeziku in pa izdajo slovarja.